# Grete Heublein

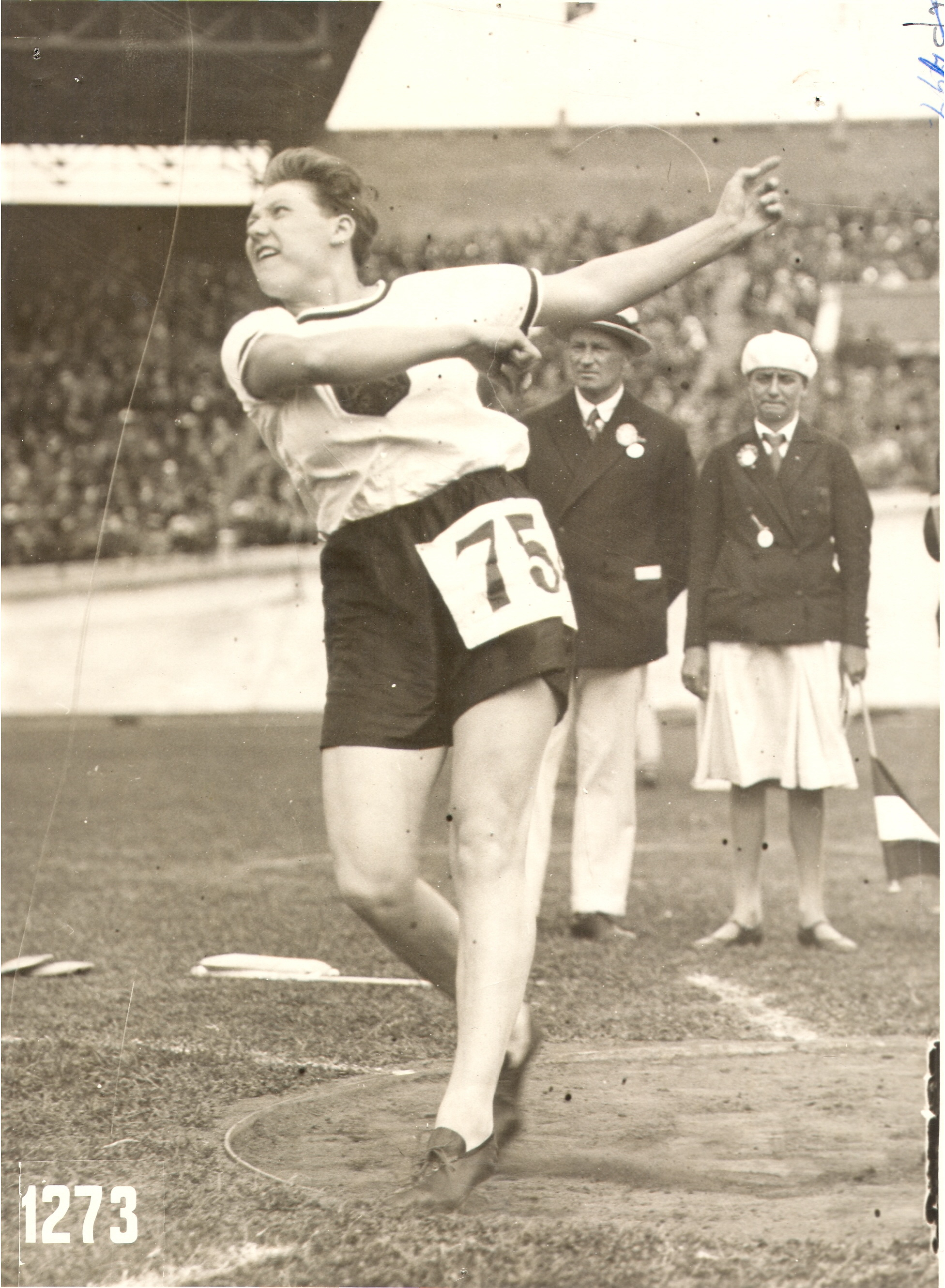
Grete Heublein (1928)

Margarete („Grete“) Heublein (* 29. Januar 1908 in Barmen; † 2. März 1997 Barmen) war eine deutsche Leichtathletin und Olympiateilnehmerin, die in den 1920er und 1930er Jahren im 100-Meter-Lauf, im Kugelstoßen und im Diskuswurf erfolgreich war.
Im Kugelstoßen wurde sie 1930 Siegerin bei den Frauen-Weltspielen (12,49 m). Sie stellte im Kugelstoßen und Diskuswurf elf Weltrekorde auf (davon fünf offizielle). Ohne Medaillenerfolg startete sie bei den Olympischen Spielen 1928 und 1932. Sie wurde sechsmal Deutsche Meisterin – 1926, 1928, 1929 und 1931 im Kugelstoßen sowie 1930 und 1932 im Diskuswurf. Dazu kommen noch fünf Vizemeisterschaften sowie ein dritter Platz bei Deutschen Meisterschaften.

## Einsätze bei Olympischen Spielen
- Olympische Spiele 1928: Platz 5 im Diskuswurf (35,56 m)
- Olympische Spiele 1932: Platz 5 im Diskuswurf (34,66 m); Platz 6 im 4-mal-100-Meter-Staffellauf (50,0 s: Grete Heublein, Ellen Braumüller, Tilly Fleischer, Marie Dollinger)

## Weltrekorde

### Diskuswurf
- 40,84 m am 19. Juni 1932 in Hagen

### Kugelstoßen
- 11,49 m (3,628-kg-Kugel) am 22. August 1926 in Braunschweig
- 10,86 m am 29. Mai 1927 in Lennep (inoffizieller Weltrekord)
- 12,51 m am 3. Juni 1928 in Wuppertal (inoffizieller Weltrekord)
- 11,96 m am 15. Juli 1928 in Berlin
- 12,85 m am 21. Juli 1929 in Frankfurt am Main
- 13,105 m am 12. Juli 1931 in Duisburg (inoffizieller Weltrekord)
- 13,16 m am 19. Juli 1931 in Barmen (inoffizieller Weltrekord)
- 13,19 m am 16. August 1931 in Bielefeld (inoffizieller Weltrekord)
- 13,27 m am 16. August 1931 in Bielefeld (inoffizieller Weltrekord)
- 13,70 m am 16. August 1931 in Bielefeld

Grete Heublein gehörte zunächst dem Sportverein Polizei-SV Elberfeld an, später dem Polizei-SV Barmen und dem SSVg Barmen. Sie hatte ein Wettkampfgewicht von 74 kg bei einer Größe von 1,78 m.